# Аруба на летних Олимпийских играх 2024

## Квалификация
| № п/п | Вид спорта     | Мужчины        | Мужчины                | Женщины        | Женщины                | Всего          | Всего                  |
| № п/п | Вид спорта     | Завоевано квот | Количество спортсменов | Завоевано квот | Количество спортсменов | Завоевано квот | Количество спортсменов |
| ----- | -------------- | -------------- | ---------------------- | -------------- | ---------------------- | -------------- | ---------------------- |
| 1     | Велоспорт      |                |                        | 1              | 1                      | 1              | 1                      |
| 2     | Парусный спорт | 2              | 2                      |                |                        | 2              | 2                      |
| 3     | Плавание       | 2              | 1                      | 1              | 1                      | 3              | 2                      |
| 4     | Стрельба       | 1              | 1                      |                |                        | 1              | 1                      |
|       | ИТОГО          | 5              | 4                      | 2              | 2                      | 7              | 6                      |

## Состав команды
Велоспорт
 BMX
BMX-гонки
1. Шанайя Хауэлл[англ.]

 Парусный спорт
1. Этан Вестера[англ.]
2. Юст ван Анхольт[англ.]

 Плавание
1. Микел Схрёдерс[англ.]
2. Хлоя Фарро[англ.]

 Стрельба
1. Филипп Элхаж[англ.]

## Велоспорт

### BMX
BMX-гонки
Аруба получила одно универсальное место в женские соревнования.
| Спортсмен     | Дисциплина | Четвертьфиналы | Четвертьфиналы | Полуфиналы            | Полуфиналы            | Финал                 | Финал                 |
| Спортсмен     | Дисциплина | Результат      | Место          | Баллы                 | Место                 | Результат             | Место                 |
| ------------- | ---------- | -------------- | -------------- | --------------------- | --------------------- | --------------------- | --------------------- |
| Шанайя Хауэлл | Женщины    | 23             | 23             | завершила выступление | завершила выступление | завершила выступление | завершила выступление |

## Парусный спорт
Аруба завоевала право выставить две лодкe (яхту) в нижеследующих классах судов по результатам Панамериканских игр 2023 года в Альгарробо, Чили.
Гонки с выбыванием
| Спортсмен    | Дисциплина     | Открытые серии | Открытые серии | Открытые серии | Открытые серии | Открытые серии | Открытые серии | Открытые серии | Открытые серии | Открытые серии | Открытые серии | Открытые серии | Открытые серии | Открытые серии | Открытые серии | Открытые серии | 1/4 финала | Полуфинал            | Полуфинал            | Полуфинал            | Полуфинал            | Полуфинал            | Полуфинал            | Полуфинал            | Полуфинал            | Финал                | Финал                | Финал                | Финал                | Финал                | Финал                | Финал                | Финал |
| Спортсмен    | Дисциплина     | 1              | 2              | 3              | 4              | 5              | 6              | 7              | 8              | 9              | 10             | 11             | 12             | 13             | Сумма          | Место          | Место      | 1                    | 2                    | 3                    | 4                    | 5                    | 6                    | Всего                | Место                | 1                    | 2                    | 3                    | 4                    | 5                    | 6                    | Всего                | Место |
| ------------ | -------------- | -------------- | -------------- | -------------- | -------------- | -------------- | -------------- | -------------- | -------------- | -------------- | -------------- | -------------- | -------------- | -------------- | -------------- | -------------- | ---------- | -------------------- | -------------------- | -------------------- | -------------------- | -------------------- | -------------------- | -------------------- | -------------------- | -------------------- | -------------------- | -------------------- | -------------------- | -------------------- | -------------------- | -------------------- | ----- |
| Этан Вестера | Мужчины IQFoil | 11             | 12             | 12             | 17             | 10             | 13             | 8              | 11             | 3              | 6              | 8              | 2              | 7              | 90             | 9 QF           | 5          | завершил выступление | завершил выступление | завершил выступление | завершил выступление | завершил выступление | завершил выступление | завершил выступление | завершил выступление | завершил выступление | завершил выступление | завершил выступление | завершил выступление | завершил выступление | завершил выступление | завершил выступление | 8     |

Медальные гонки
| Спортсмен       | Дисциплина     | Гонка | Гонка | Гонка | Гонка | Гонка | Гонка | Гонка | Гонка | Гонка    | Гонка    | Гонка | Баллы | Место |
| Спортсмен       | Дисциплина     | 1     | 2     | 3     | 4     | 5     | 6     | 7     | 8     | 9        | 10       | M*    | Баллы | Место |
| --------------- | -------------- | ----- | ----- | ----- | ----- | ----- | ----- | ----- | ----- | -------- | -------- | ----- | ----- | ----- |
| Юст ван Анхольт | Мужчины ILCA 7 | 26    | 39    | 25    | 24    | 34    | 10    | 23    | 36    | отменены | отменены | EL    | 178   | 33    |

## Плавание
Пловцы Арубы выполнили требования (Олимпийский квалификационный норматив (OST) или Олимпийский рассматриваемый норматив (OCT) для участия в двух дисциплинах мужского плавательного турнира Олимпиады и получили одно универсальное место в женский плавательный турнир.
Мужчины
| Спортсмен      | Дисциплина                  | Заплывы | Заплывы | Полуфиналы            | Полуфиналы            | Финал                 | Финал                 |
| Спортсмен      | Дисциплина                  | Время   | Место   | Время                 | Место                 | Время                 | Место                 |
| -------------- | --------------------------- | ------- | ------- | --------------------- | --------------------- | --------------------- | --------------------- |
| Микел Схрёдерс | Мужчины 50 м вольный стиль  | 22,14   | 26      | завершил выступление  | завершил выступление  | завершил выступление  | завершил выступление  |
| Микел Схрёдерс | Мужчины 100 м вольный стиль | 48,84   | 26      | завершил выступление  | завершил выступление  | завершил выступление  | завершил выступление  |
| Хлоя Фарро     | Женщины 50 м вольный стиль  | 26,49   | 32      | завершила выступление | завершила выступление | завершила выступление | завершила выступление |

## Стрельба
Аруба получила одно универсальное место в олимпийский турнир стрелков.
| Спортсмен    | Дисциплина                                 | Квалификация | Квалификация | Финал                | Финал                |
| Спортсмен    | Дисциплина                                 | Баллы        | Место        | Баллы                | Место                |
| ------------ | ------------------------------------------ | ------------ | ------------ | -------------------- | -------------------- |
| Филипп Элхаж | Мужчины пневматический пистолет, 10 метров | 554          | 33           | завершил выступление | завершил выступление |